# フランソワーズ・ロゼー
フランソワーズ・ロゼー（Françoise Rosay、1891年4月19日-1974年3月28日）は、フランスの女優。本名フランソワーズ・バンディ・ドゥ・ナレシュ（Françoise Bandy de Nalèche）。

## 略歴
パリに生まれた。父は伯爵、母は有名なコメディ俳優であった。不器量で不器用だからという母の反対に背き、パリのフランス国立高等演劇学校 (コンセルヴァトワール)で演技を学び、卒業後舞台に立ち、オデオン座、オペラ座に出ていた。第一次世界大戦直前にはリュシアン・ギトリーの巡業団に加わりロシアへも行った。1913年の『ファルスタッフ』で、映画へのデビューをはたし、次第に名を上げた。
夫は、1917年に出会った映画作家のジャック・フェデーである。彼女はその主要な作品に出演した。
下の表に見るとおり、多くの名監督の多くの種類の映画に出演した。叙情的ドラマから大道芸的喜劇までをこなし、大粒の涙を流し、あごが外れるほどに笑った。鍛え上げられた演技力による堂々たる風格を持っている。
第二次世界大戦時には、一家はドイツ軍に占領されたパリから、スイスの リヴ・ド・プランガン（Rive-de-Prangins）に難を避け、彼女はジュネーヴの国立音楽芸術学校（Conservatoire de Genève）で演劇を教えた。夫フェデーは、その地で1948年に没した。3人の息子、マルク、ポール、ベルナールとともに喪に服したのち、彼女は、国際的な活動を再開した。英語とドイツ語とが自在であった。
1974年、パリの南、オルリー空港のすぐ東、モンジュロンに没した。82歳であった。「100までは生きたくないわ。お品がないもの」（Je n'ai pas du tout envie de vivre centenaire. Ce ne serait pas poli.）と言い残したという。
フランスのウール＝エ＝ロワール県、ソレル・ムーセル （Sorel-Moussel）の墓地に、夫フェデーと眠っている。大聖堂で有名なシャルトルの、北北西の町である。

## 主な出演映画
| 邦題                             | 原題                         | 内容     | 19 | 制作国       | 注     |
| -------------------------------- | ---------------------------- | -------- | -- | ------------ | ------ |
| 噫無情                           | Les miserables               | ドラマ   | 25 | 仏           | —      |
| 素晴らしき嘘                     | Magnificent Lie              | ドラマ   | 31 | 米           | —      |
| 外人部隊                         | Le grand jeu                 | ラブ     | 33 | 仏           | (1)    |
| ミモザ館                         | Pension Mimosas              | ロマンス | 34 | 仏           | (1)    |
| 泣き笑ひ千法札                   | Le billet de mille           | コメディ | 34 | 仏           | —      |
| 母性の秘密                       | Maternite                    | —        | 35 | 仏           | —      |
| 女だけの都                       | La Kermesse héroïque         | コメディ | 35 | 仏           | (1)    |
| ある映画監督の一生               | Le marchand d'amour          | —        | 35 | 仏           | —      |
| ジェニイの家                     | Jenny                        | ドラマ   | 36 | 仏           | (4)    |
| 舞踏会の手帖                     | Un carnet de bal             | ドラマ   | 37 | 仏           | (3)    |
| 旅する人々                       | Fahrendes Volk               | ドラマ   | 38 | 独           | (1)    |
| 愛の海峡                         | Johnny Frenchman             | ドラマ   | 45 | 英           | —      |
| 宝石館                           | Macadam                      | 犯罪     | 47 | 仏           | (2)    |
| 死せる恋人に捧ぐる悲歌           | Saraband for the dead Lovers | ドラマ   | 48 | 英           | —      |
| 四重奏                           | Quartet                      | ドラマ   | 49 | 英           | —      |
| 旅愁                             | September Affair             | ロマンス | 50 | 米           | (5)    |
| 女の獄舎                         | Donne Senta Nome             | ドラマ   | 50 | 伊           | —      |
| 雪の夜の旅人                     | L'auverge rouge              | コメディ | 51 | 仏           | (6)    |
| 七つの大罪                       | Les sept peches capitaux     | ドラマ   | 52 | 仏           | (6)(7) |
| バルテルミーの大虐殺             | La reine Margot              | ドラマ   | 54 | 仏･伊        | —      |
| 王女アナ･メンドーサ              | That Lady                    | 冒険     | 55 | 米           | —      |
| 間奏曲                           | Interlude                    | ロマンス | 57 | 米           | —      |
| ダニー･ケイの戦場のドン･キホーテ | Me and the Colonel           | コメディ | 58 | 米           | —      |
| 勝負師                           | Le joueur                    | ドラマ   | 58 | 仏･伊        | (6)    |
| 悶え                             | The Sound and the Fury       | ドラマ   | 59 | 米           | —      |
| 札束(ゼニ)がすべて               | Du rififi chez les femmes    | 犯罪     | 59 | 仏           | —      |
| いまだ見ぬひと                   | Les yeux de l'anour          | ロマンス | 59 | 仏･伊        | —      |
| 恋人たちの森                     | Le bois des amants           | ドラマ   | 60 | 仏           | (6)    |
| 史上最大の作戦                   | The longest Day              | 戦争     | 62 | 米           | —      |
| 渚のたたかい                     | Up from the Beach            | 戦争     | 65 | 米           | —      |
| 25時                             | The 25th Hours               | コメディ | 67 | 仏･伊･ユーゴ | —      |
| パリ･コネクション/宝石強奪       | 3 millards sans ascenseur    | 犯罪     | 67 | 米           | —      |

表の「注」で
- （1）：ジャック・フェデー監督。
- （2）：ジャック・フェデー監修。
- （3）：ジュリアン・デュヴィヴィエ監督。
- （4）：マルセル・カルネ監督。
- （5）：ウイリアム・ディターレ監督。
- （6）：クロード・オータン＝ララ監督。
- （7）：ロベルト・ロッセリーニ監督。